# Yves Béhar

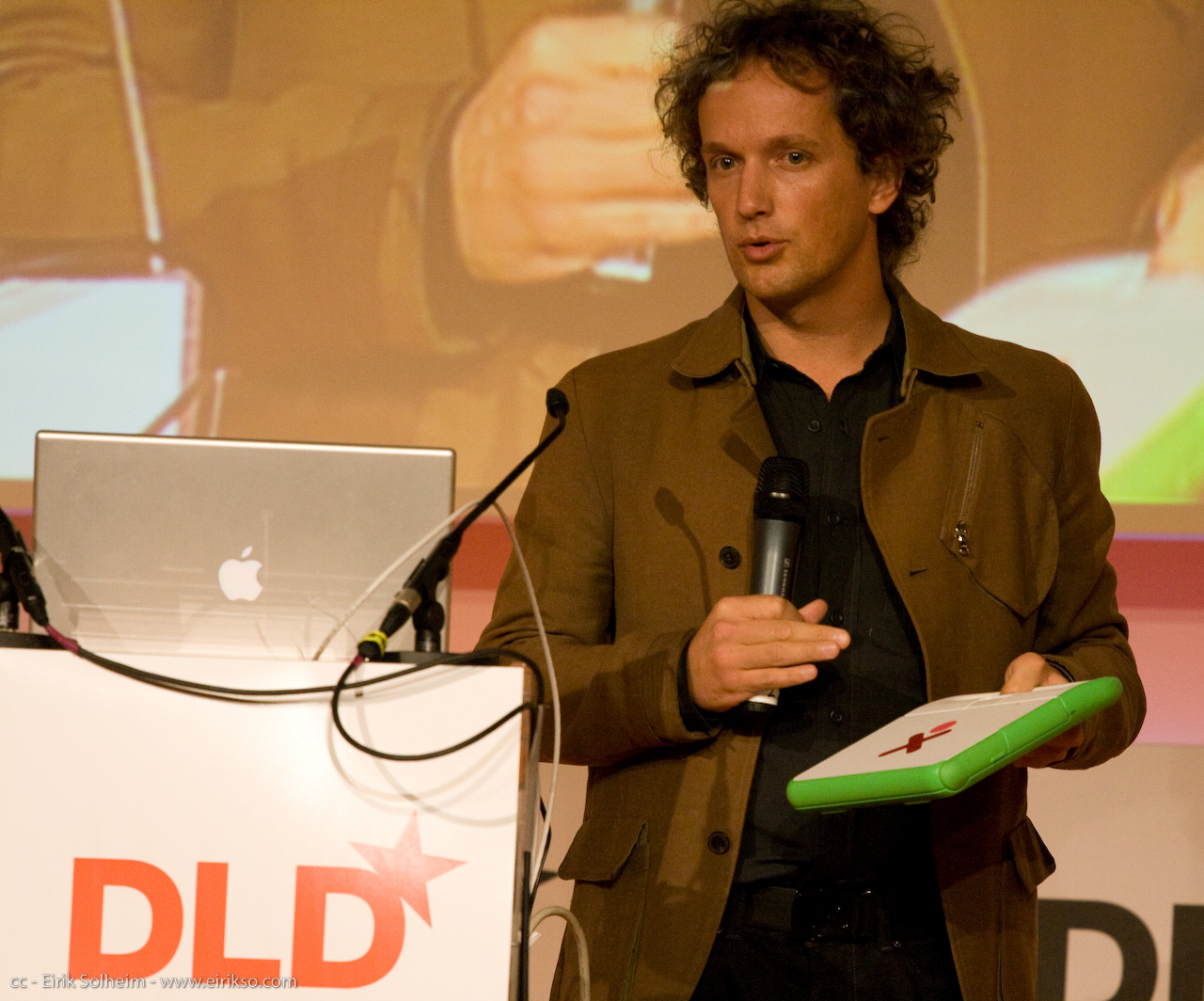
Yves Béhar im Januar 2008

Yves Béhar (* 1967 in Lausanne) ist ein Schweizer Unternehmer und Industriedesigner. Er lebt in den Vereinigten Staaten und gründete 1999 Fuseproject, eine in San Francisco ansässige Design- und Branding-Firma. Er gilt als einer der führenden Industriedesigner.

## Leben
Béhars Mutter stammt aus Ostdeutschland und sein Vater war türkischer Jude. Er studierte Industriedesign zunächst am «Art Center College of Design» in La Tour-de-Peilz, Schweiz, und wechselte nach einem Jahr in das Mutterhaus in Pasadena, Kalifornien, wo er das Studium als BSc of Industrial Design abschloss. Danach arbeitete er für die Firmen Frogdesign und Lunar Design, welche für Firmen wie Apple, Hewlett-Packard und Silicon Graphics Produkte entwickelten. Er gestaltete 2013 auch den neuen einheitlichen Auftritt sämtlicher Nivea-Produkte und 2016 den neuen Auftritt von Rivella.
Er ist Vorsitzender des Industrial Design Department am California College of the Arts.

## Ausstellungen
- San Francisco Museum of Modern Art, 2004
- Musée cantonal de design et d’arts appliqués contemporains (mudac) in Lausanne, Schweiz, 2004

## Preise

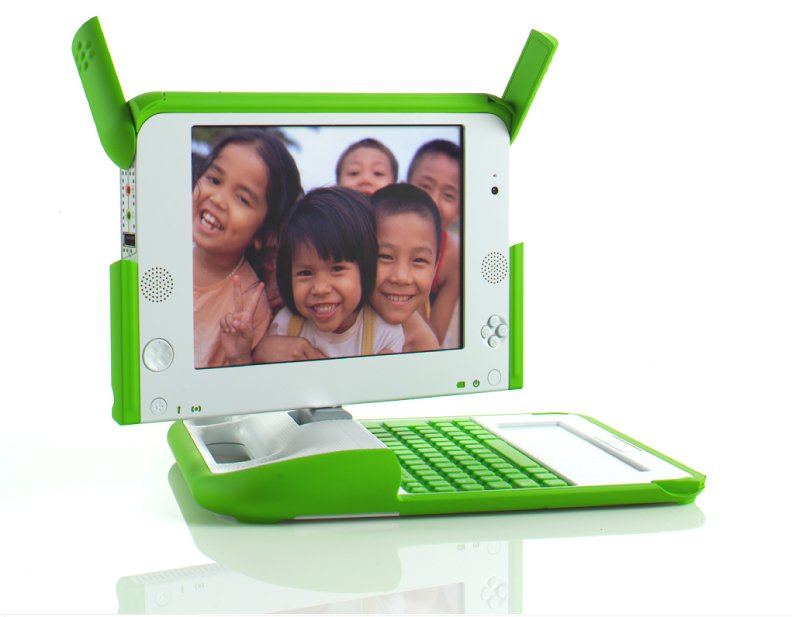
Der OLPC XO-1 Laptop

- Time Magazine Best Invention, 2001
- IDEA, Business Week Gold, Silver und der Bronze Excellence Award (17), 2001/2/3/4/5
- ID Magazine Annual Design Competition, 2002/3/4/5/6
- D&AD Silver design award, 2003
- red dot design award (4), 2004/5
- Brit Insurance 2008 Design Award für den Laptop "One Laptop Per Child" kurz OLPC
- INDEX award für den OLPC XO laptop
- National Design Award vom Cooper-Hewitt National Design Museum